# 銀盾兵
銀盾兵（希臘語：Ἀργυράσπιδες ）字義為攜帶銀盾的，為當年跟隨亞歷山大大帝南征北討的馬其頓老兵，因手持銀盾而得名
。
銀盾兵以馬其頓方陣陣型作戰，成員主要來自亞歷山大時的持盾衛隊老兵，帕曼紐之子尼卡諾爾曾擔任過持盾衛隊的指揮官。亞歷山大逝世後，在第二次繼業者之戰中他們跟隨歐邁尼斯與安提柯作戰，此時他們至少六十多歲，但多年來的征戰經驗使他們在戰場幾乎無敵。銀盾兵對亞歷山大大帝相當愛戴，當時，歐邁尼斯需拿出亞歷山大的名號才能駕馭它們。
在伽比埃奈戰役中，雖然銀盾兵擊退安提柯的步兵，但營帳卻遭到安提柯騎兵的洗劫，因而失去了銀盾兵的所有行囊。這些行囊累積三十多年來的戰利品。戰利品中不但有黃金寶石，還有希臘婦女及小孩。安提柯要求銀盾兵交出歐邁尼斯，便可換回全部行囊，銀盾兵隨即反叛，並把歐邁尼斯繳給安提柯。然而，安提柯相當厭惡銀盾兵這種不齒的行為，且銀盾兵自視甚高難以統御，安提柯把其中一些人派遣到邊境阿拉霍西亞那，在分割成小隊後，執行對付蠻族的危險任務。使銀盾兵逐漸被消滅。

## 繼業者國家
在繼業者國家裡，塞琉古帝國似乎保留銀盾兵的番號，古羅馬著名的歷史學家蒂托·李維提到銀盾兵是安條克三世的皇家步兵大隊，並在公元前217年的拉斐亞戰役與托勒密王朝的方陣戰鬥。在馬格尼西亞戰役裡，銀盾兵被佈署在國王旁邊，更可以確定銀盾兵為精銳步兵，徵招兵員來自全國各地的希臘裔，然而對徵招的方式有點爭議，有一說是那些從塞琉古政府分配到土地的希臘後裔來擔任士兵，即兵源來源是世襲。
初期的塞琉古銀盾兵以馬其頓方陣陣型作戰，在拉斐亞戰役裡其人數約有10,000名士兵。但在塞琉古帝國後期，前166年安條克四世在位時，波利比烏斯提到銀盾兵，有些學者推測人數可能僅5,000名，但學者BarKochva認為，當時的5,000名只是銀盾兵的一部分，還有另外一半改用羅馬軍團方式作戰。